# 布爾基
布爾基（Bulki）是埃塞俄比亞東南部南方各族州北奧莫地區的小鎮，座標6°10′N 36°37′E / 6.167°N 36.617°E，海拔1,963米。鎮內有郵政服務。根據埃塞俄比亞中央統計局2005年人口普查的資料，布爾基人口約5,878，其中男性2,820人，女性3,058人。